# 比莉
王雪娥（1952年1月27日—），藝名比莉，台灣女歌手、女演員。有「超級辣嬤」的稱號。曾為主持人吳宗憲旗下「憲憲家族」成員。
除了唱歌、出唱片，也演電視劇、主持综藝節目、拍廣告、設計服裝、寫書，是個全方位藝人。

## 生平

### 歌唱生涯
1970年代經常在台視播出的西洋音樂節目《青春旋律》（由余光主持）中登場，演唱西洋歌曲。
1990年，EMI直接來台投資成立科藝百代，並由歌手齊秦擔任國內部經理，EMI最重要的創業作，就是比莉的專輯《心腸》專輯，由陳小霞製作，主打歌曲為〈你是否曾經偷偷的哭〉。當年並受邀在亞太影展典禮演唱〈蚊子〉。專輯出版前的首支曝光單曲為台視單元劇主題曲〈不可以這麼做〉。
2002年她與兒子周湯豪（RAP部分）共同演唱（演出MV）歌曲〈誰是白癡〉，收錄於《滑步向左》專輯中。
2015年她與Miss Ko 葛仲珊共同演唱（演出MV）歌曲〈甩一甩 Soul Train〉，收錄於《XXXIII》專輯中。
2022年重返歌壇，由周湯豪親自擔綱製作人，推出兩首單曲〈什麼都不必說 - 2022 Remix〉及〈比莉卡厲害〉。2023年，周湯豪更憑藉〈比莉卡厲害〉一曲，與製作人Jae Chong一同入圍第34屆金曲獎「最佳單曲製作人獎」。

### 婚姻
第一任丈夫是西班牙與菲律賓混血兒，育有二女。其中長女裘比曾短暫出道，後移居美國。
第二任丈夫為周禹侯，育有一子周湯豪。

## 音樂作品

### 個人專輯
| 年份          | 專輯名稱                     | 唱片公司       | 曲目 |
| ------------- | ---------------------------- | -------------- | --- |
| 1982年4月     | 《那就是你》                 | 王氏／拍譜     | 曲目 1. 那就是你 2. 青春阳光欢笑 3. 我的爱 4. 望山 5. 爱,没烦恼 6. 长夜 7. 真心希望 8. 梦境 9. 比莉不要迟到 10. 台北的春天 11. 记得孩提时 12. 那就是你                        |
| 1982年10月    | 《愛得太苛》                 | 王氏／拍譜     | 曲目 1. 愛的太苛 2. 念 3. 我喜歡 4. 比莉・不要哭 5. 給你裘比 6. 兜風 7. 華麗的冒險 8. 來來來，來台北 9. 美麗的愛情唱出來 10. 念(配樂)                                         |
| 1983年9月     | 《盼你回首》                 | 曉榮           | 曲目 1. 盼你回首 2. 像你啊 3. 火焰情 4. 熱情沙灘 5. 小小麻雀心願大 6. 摩登探戈 7. 不要你輕許諾言 8. 童話故事 9. 渴望 10. 像你啊(配樂)                                         |
| 1984年        | 《嗨！比莉》                 | 曉榮           | 曲目 1. 嗨!比莉 2. 每一次我想起你 3. 未完成的梦 4. 教我如何再想你 5. 什么都不必说 6. 轨迹 7. 风雨 8. 快乐是                                                                   |
| 1985年12月    | 《柔情城市》                 | 拍譜           | 曲目 1. 柔情都市 2. 今夜有歌 3. 留戀 4. 激情 5. 從你開始 6. 因為曾經 7. 冷冷的情關 8. 最後                                                                                    |
| 1987年10月    | 《嫉妒背影》                 | 歌林           | 曲目 1. 嫉妒背影 2. 最好不要 3. 单身生活 4. 自然的我 5. 就做你自己 6. 情深无尤 7. 呼唤我 8. 感性节奏 9. 一起摇摆 10. 虚伪的束缚                                               |
| 1990年6月     | 《心腸》                     | 科藝百代       | 曲目 1. 你是否曾經偷偷的哭 2. 心腸 3. 我的愛 4. 調色盤 5. 火盡灰揚 6. 下大雨的那個早上 7. 蚊子 8. 紅 9. 不可以這麼做 10. 午夜                                                 |
| 1997年5月     | 《愛人》（王雪娥名義）       | 上華           | 曲目 1. 愛人 2. Sorry 3. 是否妳曾偷偷的哭 4. Bon Bon Bon 5. 可憐 6. 夢遊舞 7. 不要說不想傷害我 8. 你不在的漆黑深夜裡我都在哭泣 9. 手 10. 辜負 11. 浮萍 12. 男人不該讓女人流淚 |
| 1999年6月25日 | 《傻瓜就是我》（王雪娥名義） | 上華           | 曲目 1. 傻瓜就是我 2. 愛情俘虜 3. 感情動物 4. 太太太 5. Dear John 6. 勇敢面對 7. Only One 8. 反效果 9. 深陷 10. 喂                                                            |
| 2002年1月8日  | 《滑步向左》                 | 阿爾發／博德曼 | 曲目 1. 因為有愛 2. 滑步向左 3. 憂鬱通行 4. 誰是白癡 5. 風騷 6. 慾望天使 7. 別再說 8. 隱藏 9. 你讓我熱 10. De Amour                                                           |

### 單曲
- 1982年演唱蔡揚名執導電影《美人國》主題曲《美人國》和插曲《南海美人》。（拍譜）《美人國》可謂是台版神力女超人的亞馬遜天堂島，也是一群善於戰鬥的女性故事，相當前衛。
- 1996年《男人不該讓女人流淚》LIVE版原收錄《1996 PUB 英雄會》（上華）[3]
- 2002年《誰是白癡》與兒子周湯豪合唱（華納音樂）[3]
- 2015年《甩一甩 Soul Train》與Miss Ko 葛仲珊合唱（顏社工作室）[4]
- 2022年《什麼都不必說 - 2022 Remix 》 feat.周湯豪
- 2022年《比莉卡厲害》（電視劇《媽，別鬧了！》片頭曲）

## 演出作品

### 電視劇/網路劇
| 年份   | 頻道       | 劇名                           | 角色               |
| 1984年 | 中視       | 《命好不怕運來磨》             | 張永芳             |
| 1989年 | 中視       | 《鋤頭博士》                   | 馬組長             |
| 1991年 | 中視       | 《男人活該》                   | 花缺缺             |
| 1994年 | 中視       | 《相親》                       | 素月               |
| 1997年 | 台視       | 《添丁發財好運來》             | 葉寶玉             |
| 1998年 | 公視       | 《當我們窩在一起》             | 羅志祥的母親       |
| 2000年 | 台視       | 《上錯樓梯睡錯床》             | 宋太太             |
| 2000年 | 華視       | 《麻辣鮮師》                   | 磊媽               |
| 2000年 | 公視       | 《美麗》                       | 阿桃               |
| 2002年 | 華視       | 《流星花園》〈流星雨之美作篇〉 | 愛莎的媽媽         |
| 2002年 | 華視       | 《丑女大翻身》                 | 甘奈媽媽           |
| 2003年 | 台視       | 《薔薇之戀》                   | 婆婆               |
| 2005年 | 東森       | 《愛情機器》                   | 古賢德             |
| 2006年 | 八大、華視 | 《親親小爸》                   |                    |
| 2006年 | 華視       | 《戀愛女王》                   | 周寶娥             |
| 2006年 | 八大       | 《東方茱麗葉》                 | 校長               |
| 2007年 | 華視、東森 | 《惡女阿楚》                   | 桂小春             |
| 2007年 | 華視       | 《美味關係》                   | 金刀婆婆（方金花） |
| 2007年 | 中視       | 《惡作劇2吻》                  | 阿布的母親         |
| 2010年 | 八大       | 《愛似百匯》                   | 邢奶奶             |
| 2022年 | Netflix    | 《媽，別鬧了！》               | 王玫玫             |

### 電影
| 年份   | 片名           | 角色 |
| 1969年 | 《今天不回家》 |      |
| 1997年 | 《英雄向後轉》 |      |

### 廣告
- Uber Eats
- Häagen-Dazs
- 光陽電動車
- 眼鏡市場
- 麥當勞
- 黑松一番煎茶
- Coin Master

## 出版作品

### 著作
- 自傳《好好愛自己》

## 專業收藏
- 所有有關豹紋的任何物品及飾品（也是豹紋的相關商品的設計師）。

## 獎項紀錄
| 年份   | 屆次         | 獎項                        | 作品               | 入圍者            | 結果 |
| ------ | ------------ | --------------------------- | ------------------ | ----------------- | ---- |
| 2023年 | 第34屆金曲獎 | 最佳單曲製作人獎            | 比莉〈比莉卡厲害〉 | 周湯豪、Jae Chong | 提名 |
| 2023年 | 第58屆金鐘獎 | 戲劇原創歌曲獎 媽，別鬧了！ | 比莉〈比莉卡厲害〉 | 周湯豪、Jae Chong | 提名 |